# 1526
1526 (MDXXVI) var ett normalår som började en måndag i den julianska kalendern.

## Händelser

### Februari
- 8 februari – Bern, Genève och Fribourg sluter en allians.[1]

### April
- 21 april – Den turkmongoliske härföraren Babur slår Delhisultanen Ibrahim Lodhi i Första slaget vid Panipat.
- 27 april – Babur blir den förste stormogulen.

### Juli
- 25 juli – Gustav Vasa föreslår ständerna att "genom en graf förena Vänern med Hjälmaren och denna åter med Mälaren". Detta blir början till diskussioner om Svea kanal.

### Augusti
- 15 augusti – Olaus Petris översättning av Nya Testamentet till svenska utkommer. En psalmbok utkommer också på svenska.
- 21 augusti – Spanske upptäcktsresanden Alonso de Salazar blir den förste från Europa att sikta Marshallöarna i Stilla havet.[2]
- 29 augusti – Ungrarna besegras av de osmanska turkarna i Slaget vid Mohács, vilket leder till att större delen av Ungern kommer under turkiskt styre.

### Oktober
- 24 oktober – Böhmen ingår personalunion med Österrike.[3]

### December
- 5 december – Paracelsus skrivs in i Strasbourgs borgarregister.

### Okänt datum
- Gustav Vasa ankommer till Eriksmässan, efter att ha ridit eriksgata, där han talar till allmogen. Han börjar antyda om att "avskaffa" katolicismen.
- Vid en riksdag i Vadstena kräver kronan 2/3 av tiondet, en skatt på 15.000 mark av kyrkan samt Gripsholms kloster och egendomars beslagtagande.
- Det första svenska hovkapellet bildas förmodligen detta år.
- Peder Sunnanväder och Knut Mikaelsson utlämnas från Norge och förödmjukas offentligt på Stockholms gator.
- Predikningar på svenska blir regel i svenska kyrkor.
- Det första Kungliga Tryckeriet upprättas i Stockholm, medan kungamotståndaren Hans Brasks tryckeri i Söderköping länsas.
- Den radikale lutheranen Melchior Hoffman predikar apokalyptiska förkunnelser för tyskarna i Stockholm.
- Gustav Vasa sänder en Vadstenamunk vid namn Bengt att missionera i Lappmarken.
- Sten Sture den äldres kista överförs från klosterkyrkan för Mariefreds kloster till Kärnabo kyrka.
- Sveriges ärkebiskop Johannes Magnus tvingas i landsflykt, eftersom han är motståndare till Gustav Vasas nyheter inom kyrkan.
- Tyska bondekriget avslutas.

## Födda
- 7 juni – Johannes Luther, Martin Luthers äldste son.
- 1 september – Katarina Jagellonica, drottning av Sverige 1568–1583, gift med Johan III.
- Nils Göransson Gyllenstierna, svensk friherre, riksråd, rikskansler 1560–1590 och riksdrots 1590–1595.

## Avlidna
- 19 januari – Elisabet av Österrike, drottning av Danmark och Norge 1515–1523 och av Sverige 1520–1521, gift med Kristian II.
- 5 november – Scipione dal Ferro, matematiker.
- Ingerd Erlendsdotter, norsk godsägare.

### Fotnoter
1. ↑  World Statesmen (läst 7 april 2011)
2. ↑  Sharp, Andrew (1960). Early Spanish Discoveries in the Pacific. sid. 11-13
3. ↑  World Statesmen (läst 4 april 2011)